# Château de Terlaemen
Le château de Terlaemen est un château situé dans la commune belge de Zolder (Région flamande).